# Ray Smith (Sänger, Oklahoma)
David Ray Smith, auch Oscar Ray Smith (* vor 1956 in Oklahoma; † 1997) war ein US-amerikanischer Rockabilly-Musiker. Er ist nicht mit dem Country-Sänger Ray Smith oder dem Rockabilly-Sänger Ray Smith aus Kentucky verwandt.

## Leben
Geboren als David Ray Smith (anderen Quellen zufolge auch „Oscar Ray Smith“), begann Smith seine Karriere 1956 bei Heart Records, wo er zusammen mit den Rocking Wranglers die Single Gone Baby Gone / Swinging Boogie veröffentlichte. Bei dem Radiosender KRHD nahm Smith einige Demo-Bänder auf, die er Joe Leonard, einem Mitarbeiter der Lin Records schickte. Leonard vermittelte ihn an das Sublabel Lins, Kliff Records, weiter. Dort nahm er als „David Ray“ sieben weitere Titel auf, von denen vier veröffentlicht wurden. 1997 wurde ein Album mit seinen gesammelten Werken veröffentlicht.

## Diskografie
| Jahr | Titel                                                                     | Plattenfirma                         |
| ---- | ------------------------------------------------------------------------- | ------------------------------------ |
| 1956 | Gone Baby Gone / Swinging Boogie                                          | Heart Records                        |
| 1958 | Lonesome Baby Blues / Am I A Fool?                                        | Kliff Records                        |
| 1959 | Jitterbugging Baby / Lonesome Feeling                                     | Kliff Records                        |
|      | - (Love You Baby) All The Time - Too Fast, Too Wild - Why Can’t You and I | Kliff Records (nicht veröffentlicht) |

### Alben
- 1997: Jitterbuggin‘ Baby